# Stjørdal
Stjørdalⓘ ist eine Kommune in der Provinz Trøndelag, Norwegen. Sie wurde 1962 aus den früheren Gemeinden Stjørdalshalsen, Skatval, Hegra und Lånke gebildet. Am 1. Juni 1997 erhielt die Kommune die Stadtrechte. Auf ihrem Gebiet liegt der Flughafen Trondheim, der in Norwegen bei den Flugbewegungen an dritter Stelle steht.

## Geografie

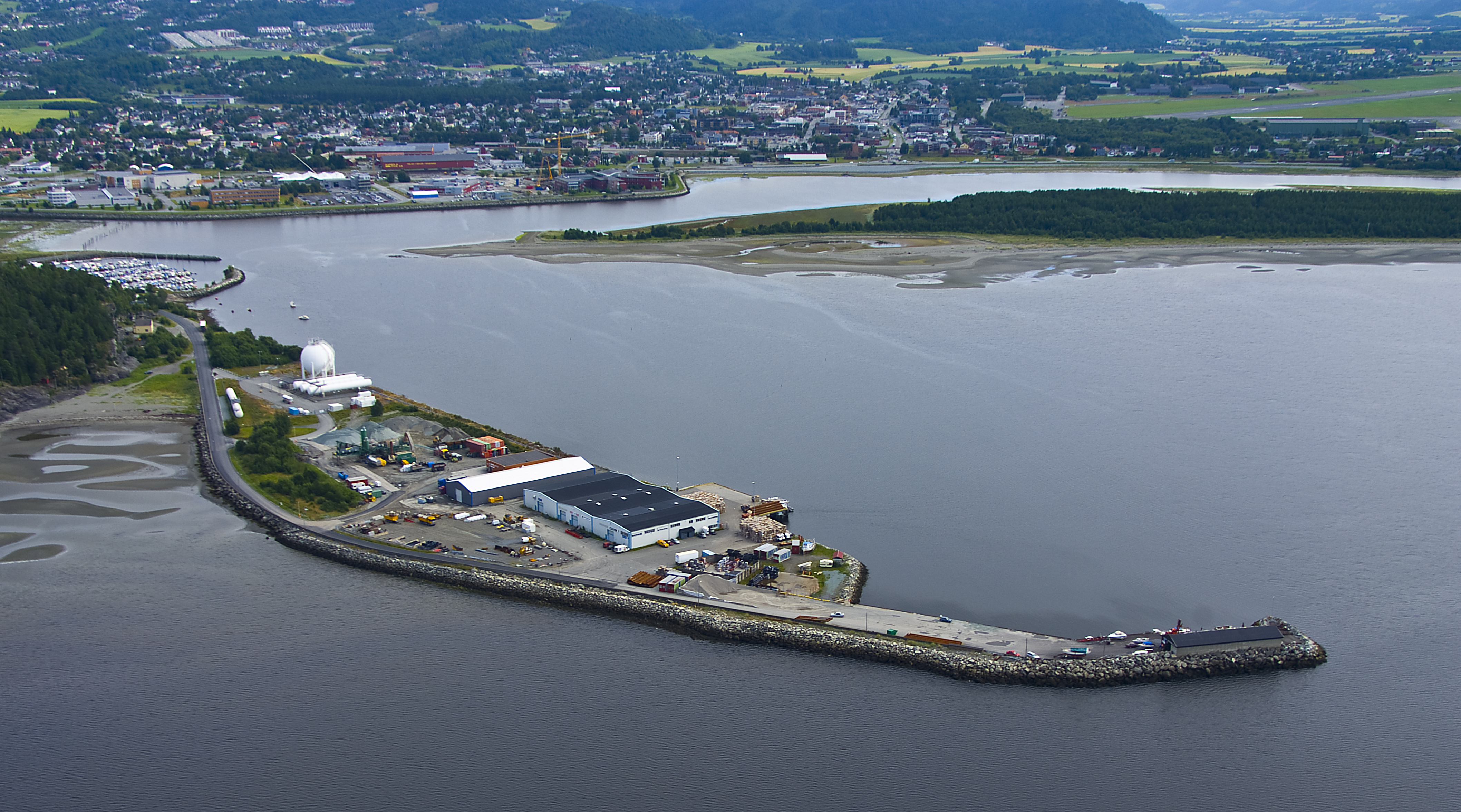
Stjørdal: Hafen und Stadt

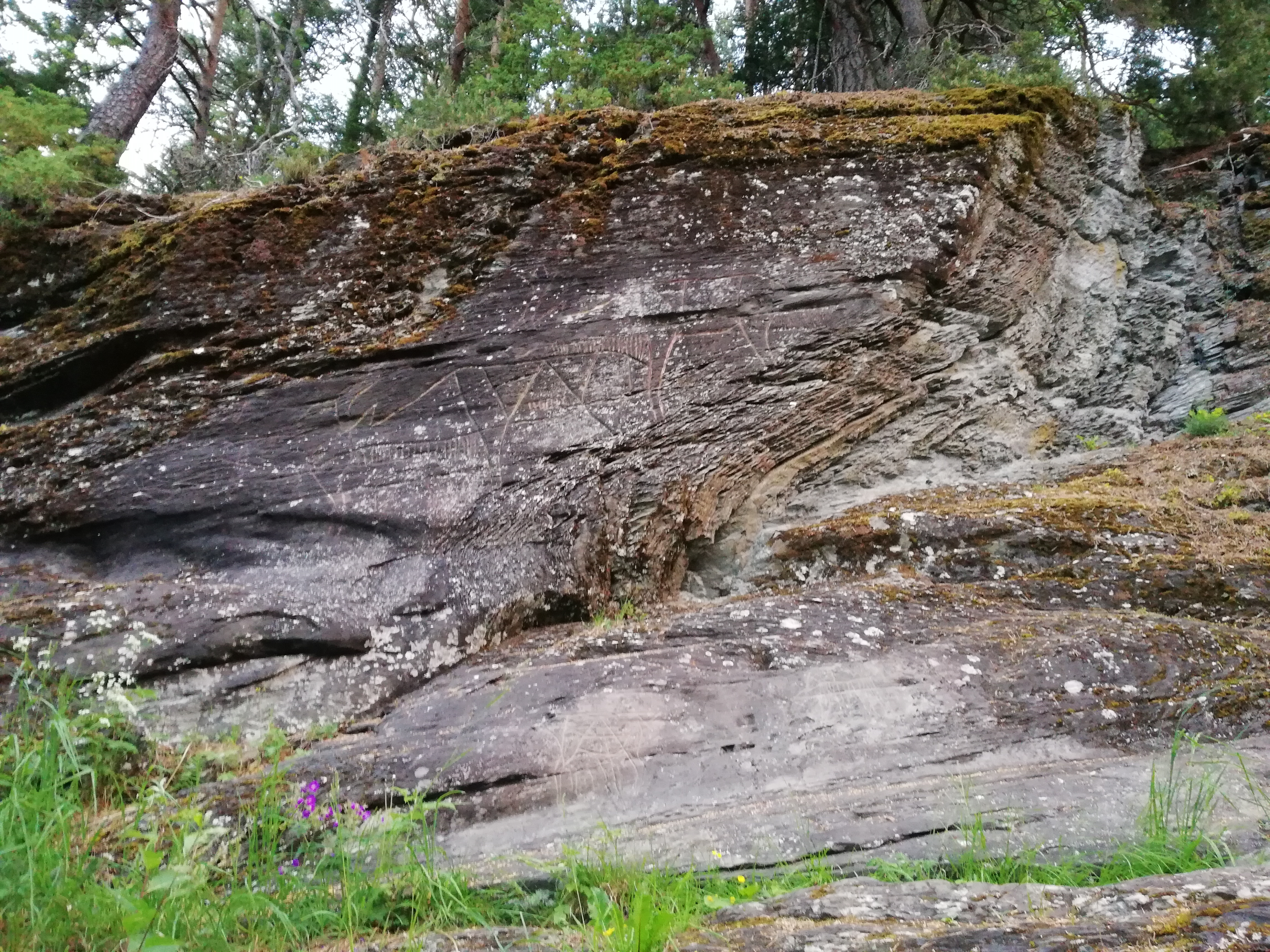
Rentierritzungen im Stjørdal

Die Stadt liegt an der Mündung des Flusses Stjørdalselva, dessen Tal sich von dort Richtung Osten bis nach Schweden erstreckt, in den Trondheimfjord bzw. dessen Ausläufer Stjørdalsfjord.
Der Name Stjørdal bezeichnet auch das Tal, allerdings im Norwegischen mit angehängtem Artikel als Stjørdalen.

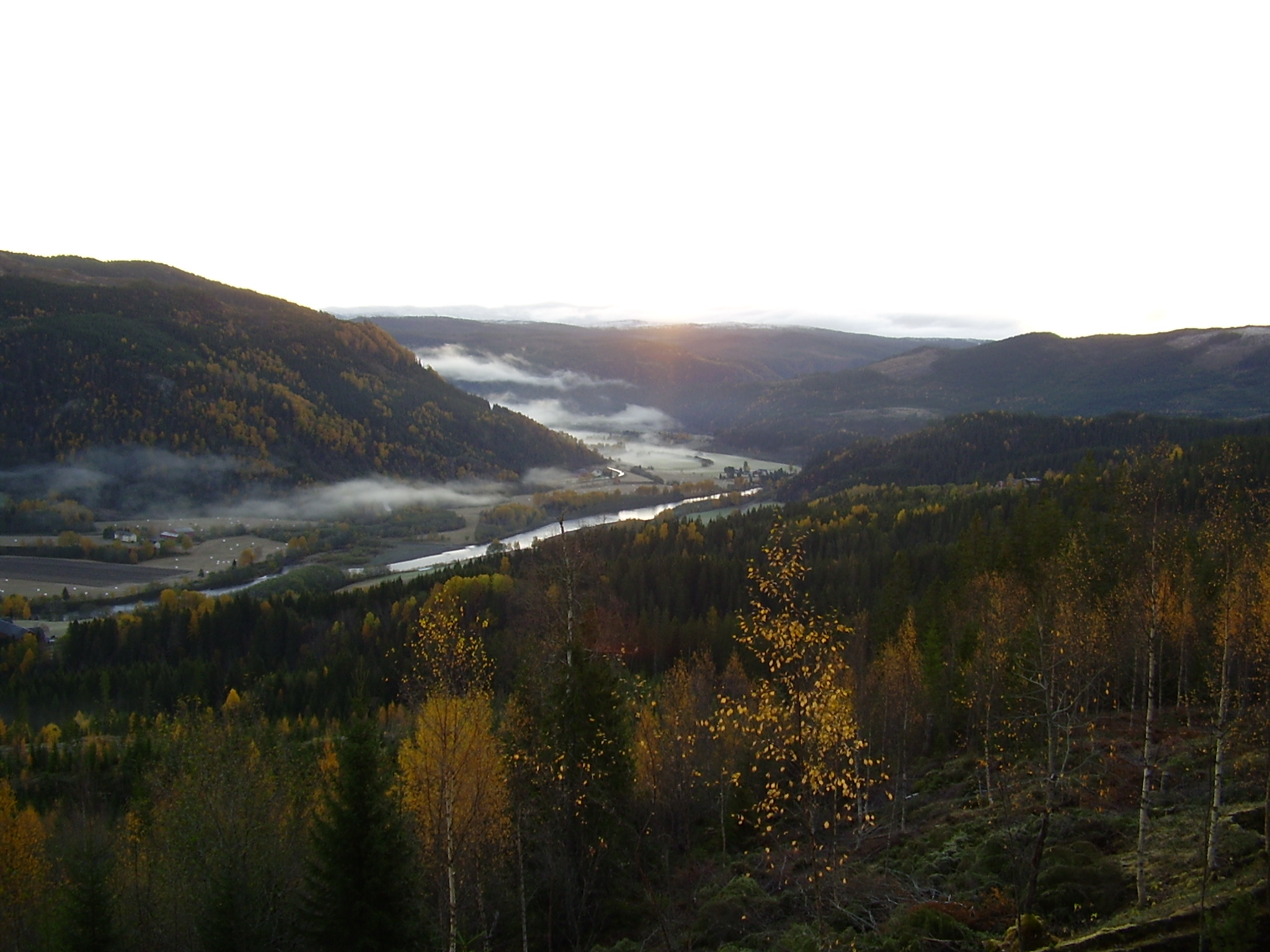
Das Stjørdalen zwischen Hegra und Meråker

## Geschichte
Es gibt mehrere Stellen mit Felsritzungen. Hier befand sich bereits zur Wikinger-Zeit ein Siedlungsschwerpunkt.
Zu Stjørdal gehört auch die Insel Steinvikholmen im Åsenfjord mit den Resten der 1530 errichteten Festung Steinvikholmen, die der letzte Erzbischof von Nidaros, Olav Engelbrektsson, hatte bauen lassen.
Ebenso liegt auf dem Gemeindegebiet die Festung Hegra. Sie wurde zwischen 1907 und 1910 gegen einen möglichen Angriff Schwedens nach der Auflösung der Union mit Schweden 1905 gebaut. 1940 kämpften dort 200 norwegische Soldaten 23 Tage lang gegen deutsche Truppen. Da die Festung aber gegen Schweden und somit nach Osten ausgerichtet war, war sie gegen einen deutschen Angriff aus Westen nur bedingt brauchbar. Dennoch wurde die Festung nie militärisch erobert und gilt bis heute als Symbol für den norwegischen Widerstand im Zweiten Weltkrieg.
Stjørdal gehörte früher zum Stjórdælafylki und damit in den alten Thingbezirk des Frostathings.

## Persönlichkeiten
- Otto Falkenberg (1885–1977), Segler, Olympiasieger
- Leif Granli (1909–1988), Politiker
- Petter Jakob Bjerve (1913–2004), Sozialökonom und Politiker
- Arild Holm (1942–2024), Skirennläufer
- Rolf Åge Berg (* 1957), Skispringer
- Marit Arnstad (* 1962), Politikerin
- Kirsti Leirtrø (* 1963), Politikerin
- Ingvild Kjerkol (* 1975), Politikerin
- Morten Hegseth (* 1986), Journalist und Moderator
- Fredrik Midtsjø (* 1993), Fußballspieler
- Håvar Dahl (* 2001), Fußballspieler
- Elias Hoff Melkersen (* 2002), Fußballspieler